# Pastinaca granatensis
Pastinaca granatensis är en flockblommig växtart som beskrevs av Calest. Pastinaca granatensis ingår i släktet palsternackor, och familjen flockblommiga växter. Inga underarter finns listade i Catalogue of Life.